# Pebibit
Pebibit jest wielokrotnością jednostki o nazwie bit używaną w pamięci komputerowej. Jest oparta na mnożniku pebi (symbol Pi), przedrostku dwójkowym o wartości 250.
1 pebibit = 250 bitów= 1125899906842624 bitów = 1024 tebibity
Pebibit jest ściśle związany z petabitem, odpowiednikiem pebibitu używającego przedrostka SI peta, którego wartość wynosi 1015 bitów.
Przedrostki binarne nie są częścią układu SI.